# Hastigerinella
Hastigerinella es un género de foraminífero planctónico de la familia Globanomalinidae, de la superfamilia Hantkeninoidea, del suborden Globigerinina y del orden Globigerinida. Su especie tipo es Hastigerinella digitata . Su rango cronoestratigráfico abarca desde el Ypresiense superior (Eoceno inferior) hasta el Priaboniense (Eoceno superior).

## Descripción
Hastigerinella incluía especies planctónicos con conchas planiespiraladas, de forma digitada biumbilicada; sus cámaras eran inicialmente subesféricas, y finalmente alargadas radialmente y ovaladas o subcilíndricas; sus suturas intercamerales eran rectas e incididas; su contorno ecuatorial era fuertemente lobulado o digitado; su periferia era redondeada a subaguda; su ombligo era estrecho; su abertura principal era interiomarginal, ecuatorial, con forma de arco amplio y alto (subtriangular), y rodeada con unas solapas protuberantes; las solapas de las aberturas de las cámaras precedentes quedan relictas en ambas áreas umbilicales; presentaban pared calcítica hialina, perforada con poros cilíndricos y superficie lisa o puntuada.

## Discusión
Algunos autores han considerado Hastigerinella un sinónimo subjetivo posterior de Clavigerinella. Clasificaciones posteriores han incluido Hastigerinella en la familia Hastigerinidae y en la superfamilia Globigerinoidea.

## Paleoecología
Hastigerinella incluía especies con un modo de vida planctónico, de distribución latitudinal tropical-subtropical, y habitantes pelágicos de aguas profundas (medio mesopelágico inferior a batipelágico superior).

## Clasificación
Hastigerinella incluye a las siguientes especies:
- Hastigerinella clavacella †
- Hastigerinella digitata †
- Hastigerinella eocanica †

Otras especies consideradas en Hastigerinella son:
- Hastigerinella alexanderi †
- Hastigerinella aragonensis †
- Hastigerinella bermudezi †
- Hastigerinella bizonae †
- Hastigerinella caucasica †
- Hastigerinella columbiana †
- Hastigerinella frailensis †, de posición genérica incierta
- Hastigerinella jarvisi †
- Hastigerinella moremani †
- Hastigerinella rhumbleri †
- Hastigerinella riedeli †
- Hastigerinella simplex †
- Hastigerinella simplicissima †
- Hastigerinella subcretacea †
- Hastigerinella watersi †

En Hastigerinella se ha considerado el siguiente subgénero:
- Hastigerinella (Hastigerinoides), aceptado como género Hastigerinoides